# Rachael Grinham
Rachael Margaret Grinham (* 22. Januar 1977 in Toowoomba) ist eine australische Squashspielerin.

## Leben
Rachael Grinham wuchs in Australien auf, ihre ein Jahr jüngere Schwester Natalie Grinham ist ebenfalls Squashspielerin.

## Karriere
Rachael Grinham gewann auf der PSA World Tour bislang 37 Titel. Sie war von August 2004 an 16 Monate lang Weltranglistenerste. Zweimal stand sie im Finale der Weltmeisterschaft: 2005 unterlag sie in vier Sätzen Nicol David, während sie 2007 gegen ihre Schwester Natalie in drei Sätzen gewann. Mit der australischen Nationalmannschaft gewann sie sowohl 2002 als auch 2004 und 2010 die Weltmeisterschaft. In der Saison 2004 wurde sie außerdem mit ihrer Schwester Natalie Weltmeister im Doppel und mit David Palmer Weltmeister im Mixed. 2006 wurde sie mit Joseph Kneipp ein weiteres Mal Mixed-Weltmeister. Rachael Grinham ist damit die einzige Person im Squashsport, die in allen Disziplinen (Einzel, Doppel, Mixed und Mannschaft) einen Weltmeistertitel gewinnen konnte.
Bei den Commonwealth Games gewann Rachael Grinham mehrere Medaillen. Ihre erste Medaille gewann sie 1998 im Doppel, als sie mit Robyn Cooper Silber holte. 2002 errang sie Bronze im Doppel mit Schwester Natalie. Bei den Spielen 2006 gewann sie im Doppel mit ihrer Schwester die Goldmedaille, im Mixed gewann sie Bronze mit David Palmer. Im Einzel gewann sie darüber hinaus nach einer Finalniederlage gegen ihre Schwester Silber. 2014 gewann sie mit David Palmer im Mixed ihre zweite Goldmedaille. Bei den World Games 2005 gewann sie die Silbermedaille hinter Nicol David. Eine weitere Bronzemedaille bei den Commonwealth Games sicherte sie sich 2018 an der Seite von Donna Urquhart im Doppel. 2014 wurde sie australische Meisterin.

## Erfolge
- Weltmeister: 2007
- Weltmeister mit der Mannschaft: 3 Titel (2002, 2004, 2010)
- Weltmeister im Doppel: 2004 (mit Natalie Grinham)
- Weltmeister im Mixed: 2004 (mit David Palmer), 2006 (mit Joseph Kneipp)
- Gewonnene PSA-Titel: 37
- 16 Monate Weltranglistenerste
- World Games: Silber 2005
- Commonwealth Games: 2 × Gold (Doppel 2006, Mixed 2014), 2 × Silber (Doppel 1998, Einzel 2006), 3 × Bronze (Doppel 2002 und 2018, Mixed 2006)
- Australischer Meister: 2014